# Gawler
Gawler est une ville située à 40 km au nord d'Adélaïde en Australie-Méridionale. Sa population était de 20 006 habitants en 2006.